# King of the Hammers

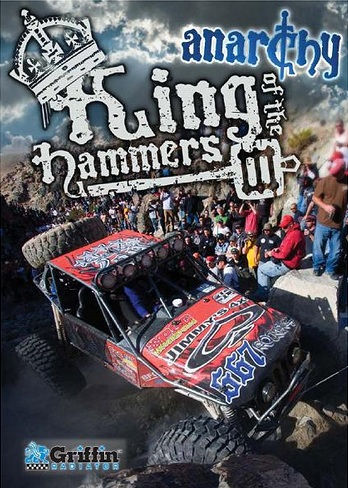
Filmplakat aus dem Jahr 2010

Das King of the Hammers (KOH) ist ein seit 2008 jährlich ausgetragener internationaler Motorsportwettbewerb, der im Means Dry Lake im kalifornischen Johnson Valley im San Bernardino County stattfindet. Der Wettbewerb kombiniert Rallye Raid mit Auto-Trial. Für die Teilnahme ist eine United-States-Auto-Club-Lizenz erforderlich.

## Geschichte
Die Veranstaltung wurde ab 2007 von Dave Cole und Jeff Knoll organisiert und startete im selben Jahr erstmals mit 12 Teams, die nach eigenen Aussagen um eine Kiste Bier als Gewinn kämpften. Im Jahr 2008 fand die Veranstaltung unter ihrem jetzigen Namen King of the Hammers das erste Mal mit etwa 50 Teams und noch ohne Zuschauer statt.
Seit 2013 teilt sich das King of the Hammers das Gelände im Johnson Valley mit dem United States Marine Corps (USMC). Das USMC, dessen Marine Corps Air Ground Combat Center Twentynine Palms (MCAGCC) sich in der Nähe befindet, nutzt das Gelände für Manöverzwecke. Das USMC betreibt in der sogenannten Hammertown, dem Fahrerlager des King of the Hammers, das auch den Besuchern offen steht, zudem ein Rekrutierungscenter.
Im Jahr 2023 nahmen 530 Teams und etwa 80.000 Zuschauer an dem einwöchigen Wettbewerb teil. Zusätzlich verfolgten etwa 2 Millionen Zuschauer das King of the Hammers online. Beim Wettbewerb antreten dürfen nur Teams, die sich zuvor in mehreren Rennen der Ultra4-Serie für das King of the Hammers qualifiziert haben.
Seit 2023 besteht eine Partnerschaft mit der europäischen RBI Sport. Ein Teil der RBI Sport Motorsportveranstaltungen wird ab 2024 Qualifikationswettbewerb für das King of the Hammers. Zudem wird für die Teilnehmer der Rallye Breslau bereits 2023 eine gemeinsame Ultra4-Wettkampfklasse aufgestellt.

## Fahrzeuge
Für die am King of the Hammers teilnehmenden Fahrzeuge gibt es, neben den üblichen sicherheitstechnischen Reglements, keine leistungstechnischen Beschränkungen. Die eingesetzten Prototypen beim King of the Hammers erreichen beispielsweise Mindestgeschwindigkeiten von etwa 160 Kilometern pro Stunde, benötigen aber aufgrund der vielfältigen Streckenprofile, von Sand bis hin zu steilen Felsen, auch Untersetzungen von bis zu 100:1. Dies wird mit Motoren mit etwa 500 bis 800 PS, speziellen Getrieben und mit bis zu 40-Zoll großen Mud Terrain-, Bogger- oder Super-Swamper-Reifen realisiert.

## Medien
Die veranstaltungseigene Hammerking Productions hat bisher acht Filme in Spielfilmlänge über das Event herausgebracht. Der niederländische Sender Insight TV veröffentlichte 2017 die achtteilige Serie King of the Hammers, die derzeit bei Prime Video gestreamt wird.